# Спаська (станція метро)
Спаська (рос. Спасская) — станція Лахтинсько-Правобережної лінії Петербурзького метрополітену між станціями «Достоєвська» та «Горний інститут». Відкрита 7 березня 2009 року. Частина єдиного в місті тристанційного пересадкового вузла «Спаська» — «Садова» — «Сінна площа».

## Назва
Біля станції є місце, де до 1961 року стояв Успенський собор, відомий також як «Спас на Сінній». Проєктна назва станції — «Площа Миру-2».

## Опис
Конструкція станції — пілонна (глибина закладення — 61 м).
На станції застосована збірна залізобетонна тюбінгова оправа діаметром 8,5 м і прорізи з чавунних рамах. Бічні і центральний зали з'єднують 7 прорізів для проходу, довжина пілонів від 10 до 23 м, ширина прорізів — 3 м.

## Пересадки
З південного торця залу починається чотиристрічковий похилий хід, що веде до тунелю на станцію «Сінна площа». Перехід на станцію «Садова» здійснюється чотиристрічковим похилим ходом, що з'єднаний з північним торцем станції переходом по сходах.
Вперше у малому похилому ході на пересадку застосовуються вузькобалюстрадні ескалатори ЕТХ нового покоління. З'явилася можливість у тунелях діаметром 7,7 м встановлювати 4 ескалатора замість 3, проте ці машини мали деякі технічні прорахунки у конструкції, внаслідок чого «Ростехнагляд» не зміг прийняти в експлуатацію небезпечні для пасажирів конструкції, а це і затримало відкриття станції.
2 квітня 2010 року зламалися три з чотирьох пересадкових ескалаторів зі станції «Спаська» на «Садову». Перехід з «Садової» було закрито цілком, а зі станції «Спаської» працював лише один ескалатор на спуск. В результаті пасажири Фрунзенсько-Приморської лінії, які мали намір продовжити рух Правобережною лінією, були змушені спочатку переходити на станцію «Сінна площа» і вже потім — на «Спаську».
13 травня 2010 року вийшов з ладу ескалатор в переході «Сінна площа» — «Спаська». В результаті цей похилий хід працював лише на спуск: із «Сінної площі» на «Спаську». З Правобережної лінії на Московсько-Петроградську лінію була можливість потрапити лише через станцію «Садова».

## Вестибюль
7 листопада 2013 року відкритий власний вихід зі станції. До цього вихід в місто здійснювався через станції «Сінна площа» та «Садова».
Вихід у місто на Сінну площу, Садову вулицю, вулицю Єфімова, до Московського проспекту, провулків Бринько і Гривцова, Спаського до Сінного ринку.

## Колійний розвиток
На станції облаштовано 5 стрілочних переводів, перехресний з'їзд, 2 станційні колії для обороту та відстою рухомого складу та ще одна колія для відстою рухомого складу. В оборотному тупику знаходиться пункт технічного огляду.

## Оздоблення
Пілони й колійні стіни оздоблені темно-жовтим полірованим китайським гранітом. Оздоблення станції присвячено зодчеству Санкт-Петербурга, на цю ж тему виконані і два мозаїчних панно. Спочатку в мозаїках мала відображена тема втрачених храмів, але за рішенням керівництва метрополітену вона була замінена новим варіантом, присвяченим трьом століттям петербурзької архітектури. Одна з них — «зодчества Петербурга» — розташована напроти виходу в місто, яка увінчана коринфською капітеллю тріумфальної колони з притуленим до неї кам'яним диском, на якому викарбувані імена будівничих, що будували велике місто, проте, в списку допущено відразу три помилки: «Детомон» замість «Тома де Томон», «Деламот» замість «Валлен-Деламот» та «Монферан» замість «Монферран». Колону фланкирують розімкнуті врата з декоративними елементами петербурзьких будівель. Зверху композицію завершує кесоноване аркове склепіння.
Друга композиція, розташована навпроти переходу на «Садову», майже повторює попередню, але її центральним елементом є зімкнуті врата.
У 2010 році на станції було запроваджено новий інформаційний простір.

## Цікаві факти
- «Спаська» — єдина на лінії пілонна станція.